# جودي توريس
جودي توريس (بالإنجليزية: Judy Torres)‏ هي مقدمة برامج إذاعية ودي جيه ومغنية أمريكية، ولدت في 13 يونيو 1968.

## وصلات خارجية
- جودي توريس على موقع ميوزك برينز (الإنجليزية)
- جودي توريس على موقع أول ميوزيك (الإنجليزية)
- جودي توريس على موقع ديسكوغز (الإنجليزية)